# سامبدوريا موسم 2007–08
حقق سامبدوريا موسمًا ناجحًا في الدوري المحلي، حيث احتل المركز السادس. كما استولى النادي على أنطونيو كاسانو من ريال مدريد، حيث استقر جيدًا في سامبدوريا، مما ساعد النادي على التأهل لأوروبا. وشهد الموسم أيضًا أول ديربي في الدوري الإيطالي بين سامبدوريا وجنوى منذ عام 1995، حيث فاز سامبدوريا بالمباراة الثانية 1-0، بعد التعادل السلبي في بداية موسم الدوري.

## اللاعبون

### حراس المرمى
- لوكا كاستيلازي
- أنطونيو ميرانتي
- فينتشينزو فيوريلو

### المدافعون
- بيترو أكاردي
- ستيفانو لوتشيني
- ليوجي سالا
- هوغو كامبانيارو
- دانييلي جاستالديلو
- ليوناردو مارتين ميليونيكو
- ميركو بييري
- كريستيان ماجيو

### لاعبي الوسط
- ريتو تسيغلر
- سيرجيو فولبي
- كريستيان زينوني
- أندريا بولي
- أنجليو بالومبو
- فلاديمير كومان
- دانييلي فرانكيتشيني
- باولو ساماركو
- نيكولا جولان
- غينارو ديلفيكيو

### المهاجمون
- فينتشينزو مونتيلا
- كلاوديو بيلوكي
- أنطونيو كاسانو
- اندريا كاراتشيولو
- إميليانو بونازولي
- جبريل فيراري
- ايكيشوكوا كالو